# Ciencias humanas
Ciencias humanas  es un concepto epistemológico que designa a un extenso grupo de ciencias y disciplinas cuyo objeto es el ser humano en el aspecto de sus manifestaciones inherentemente humanas, esto es el lenguaje verbal en primer término, el arte y el pensamiento y, en general, la cultura y sus formaciones históricas. El término de Ciencias humanas se opone y, por otra parte, complementa al de Ciencias naturales o físico-naturales. El término de Humanidades no es en realidad sino una abreviatura, de preferencia anglosajona, frente al uso más tradicional germánico y románico de Ciencias humanas, directamente establecido sobre la tradición humanística.
Las modernamente denominadas Ciencias humanas constituyen una entidad fundada en la Antigüedad clásica, con posterioridad humanísticamente delimitada, tras el régimen medieval del Trivium et Quadrivium, mediante la designación secular de Studia humanitatis (es decir, característica y centralmente Gramática, Retórica, Dialéctica, Poética, Poesía o Literatura como disciplina y lectura del canon clásico, Historia, Filosofía, especialmente Ética o Filosofía moral). A finales del siglo XIX y comienzos del XX surgieron las denominaciones de Ciencia de la Cultura y Ciencias del Espíritu, esta última preconizada por Wilhelm Dilthey, el más importante teórico moderno sobre la materia, las cuales designan teorías fundamentales de la epistemología de las Ciencias humanas y, generalizada y permanentemente, han sido consideradas como términos equivalentes al de estas.
Entre las Ciencias humanas y las Ciencias naturales existe, a partir del siglo XIX, tras la crisis de la metafísica idealista y la irrupción de la Sociología, la serie intermedia ya estable designada Ciencias sociales, de definición sin duda menos nítida en virtud de su carácter interrelacionado. Fuera de los campos humanísticos, existe en nuestro tiempo la frecuente tendencia a omitir o aminorar la presencia de las Ciencias humanas en favor de una sobrexposición de las Ciencias sociales como consecuencia, entre otros factores, del incremento de la tendencia occidental, ahora también extendida a Asia, de predominio de las razones económicas de mercado frente a las clásicas y actualmente secundarias de cultura humanística, así como de la extraordinaria influencia desempeñada por los medios de comunicación y sus potentes capacidades de inserción política y social.

## La epistemología de las Ciencias humanas y la cuestión metodológica
La historia de las ciencias humanas asienta en una antigüedad primigenia por principio fundada en saberes profundos pero indiferenciados cuya referencia indiscutible se encuentra en Pitágoras. Las Ciencias humanas se remontan evidentemente a época tan antigua como la de cualquier rama del conocimiento humano. En el pensamiento socrático y en el pensamiento más técnico de los sofistas queda constituido plenamente el saber de la ciencia humanística, ya en la "enciclopedia" aristotélica configurado en el orden más general de las ciencias, es decir, por ejemplo, Retórica y Poética, Ética y Política, o Biología.
Dilthey, heredero de la hermenéutica de Friedrich Schleiermacher, asume el concepto de "comprensión" (Verstehen) como principio cognoscitivo de las Ciencias humanas. Esto representa la oposición del par "explicación" / "comprensión", mantenido por Droysen, en tanto oposición Ciencia natural / Ciencia histórica o humana. Dice Dilthey: "La comprensión cae bajo el concepto general del conocer, entediéndose por conocer, en el sentido más amplio, aquel proceso en el cual se busca un saber de validez universal". "Llamamos comprender al proceso en el cual se llega a conocer la vida psíquica partiendo de sus manifestaciones sensiblemente dadas". "Denominamos interpretación la comprensión técnica de manifestaciones de vida fijadas por escrito" .

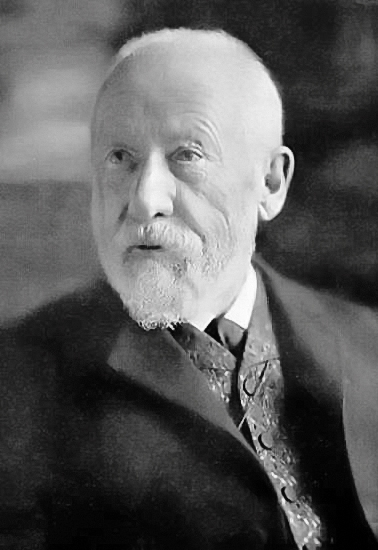
Wilhelm Dilthey (1910)

En la Introducción a las Ciencias del Espíritu, afirma Dilthey que el estudio de las ciencias humanas o “ciencias del espíritu” es la interpretación de la experiencia personal en un entendimiento reflexivo de la experiencia y una expresión natural de los gestos, las palabras y el arte. También indica que todo saber debe analizarse a la luz de la historia. Sin esta lógica, el conocimiento solo puede ser parcial. En El mundo histórico, que ofrece el desarrollo epistemológico por antonomasia de la ciencia del espíritu como humanística, dice Dilthey a propósito de "los métodos en los que se nos presenta el mundo espiritual": "La conexión de las ciencias del espíritu se halla determinada por su fundamento en la vivencia y en la comprensión, y en ambas encontramos diferencias tajantes con respecto a las ciencias de la naturaleza, que prestan su carácter propio al edificio de las ciencias del espíritu".
El objeto de las Ciencias humanas, que se define, frente al de las físico-naturales, en virtud de su singularidad, irrepetibilidad e historicidad, estatuye una gama metodológica que alcanza desde el método filosófico y dialéctico, el hermenéutico y el histórico-crítico hasta el comparatista.
Los métodos cuantitativos y estadísticos, si bien pueden ejercer subsidiariamente alguna función en la investigación científico-humanística, según en sana lógica cabe comprender, en ningún caso son susceptibles de desempeñar alguna función decisoria ni constante en Ciencias humanas, a diferencia de las Ciencias sociales, en las cuales desempeñan a menudo un procedimiento característico o imprescindible.
Existen taxonomías de criterio tanto en Ciencias humanas como naturales y sociales. Alguna de ellas incluso se quiere transversal entre humanas y sociales, pero de hecho, al presentar múltiples insuficiencias e indeterminaciones, ofrece resultados señaladamente antieconómicos. Existe una discriminación que divide en ontológicas, metodológicas y epistemológicas, pero cuyos solapamientos devienen insostenible desajuste. Como es evidente, la clasificación de las ciencias, humanas o cualesquiera otras es cambiante y responde a la cultura académica y epistemológica de cada época.

## Clasificación de las ciencias humanas

### Filosofía y Teoría del conocimiento
Suele afirmarse que la Filosofía es la primera de las Ciencias humanas por cuanto en origen fue matriz de parte de éstas y asimismo atañe de algún modo a la organización del conjunto. Esta relación, que es extensible a las ciencias en general, es de reconocer que modernamente se ha debilitado. En criterio asimismo general, se entiende con frecuencia la Filosofía como fundamento del conocimiento e incluso a veces como ciencia de ciencias. Sin embargo, ya no es frecuente considerar la Gnoseología o Teoría del Conocimiento, la específica disciplina filosófica de determinación cognoscitiva, como primera ciencia. Con todo, la Gnoseología, por una parte, y la Epistemología, que sin embargo actualmente ya cabe ser adscrita de manera sectorial a cada una de las disciplinas humanísticas por sí, puede decirse que continúan señalando los diferentes y respectivos límites de la actividad cognoscitiva y disciplinar.
Desde su fundamento platónico, y tras el eje socrático, que decidió una filosofía del hombre frente a una filosofía de la naturaleza, es de notar la existencia secular de un doble lineamiento, el de una filosofía contemplativa, a veces neoplatónica, y una filosofía sectorialmente disciplinar y más característicamente aristotélica y académica.
Entre las tradicionales ramas disciplinares de la Filosofía se cuentan fundamentalmente la Metafísica, la Ontología, la Gnoseología, la Lógica, la Ética y la Axiología.
Entre las delimitaciones modernas se encuentran la Antropología y la Estética, ya considerables con un alto grado de autonomía y vinculación a otras disciplinas contiguas. Por su parte, una disciplina como sobre todo la Psicología, ya se da por definitivamente escindida.
La Filosofía, a lo largo de su desarrollo histórico y en función del avance del conocimiento, ha ido diversificándose en distintas ramas a fin de aproximarse de forma adecuada a su objeto.
Existe establecida una serie de ramas especiales, así Filosofía del Lenguaje, Filosofía de la Historia, Filosofía de la Ciencia, Filosofía de la Religión, Filosofía del Derecho, Filosofía de la Educación. Por otro lado, al margen de dichas ramas y aparte ciertos usos más o menos justificables se ha fomentado la tendencia anglosajona a aducir distinciones que a veces se multiplican casi indiscriminadamente. En cualquier caso, se trata de distinciones que no constituyen disciplina y, referidas al saber o a la actividad que fuere, han de mantener cuando menos el sentido propio respecto de primeros principios, normas reguladoras y finalidades.

### Filología o Ciencias filológicas
La gran serie científico-humanística configurada por la Filología delinea tanto la concatenación más extensa de campos de las Ciencias humanas como el trazado más técnico de su metodología. Según afirmaba Johan Huizinga, en Ciencias humanas casi todo es Filología. El marco extensísimo de la Filología permite discernir, siguiendo la "ciencia real", un ámbito general y un ámbito particular relativo al mundo concreto de las lenguas naturales y sus familias y culturas, en el bien entendido de que este último es requisito y objeto presupuesto en el primero.

#### Filología general
El ámbito general de la Filología se encuentra organizado sobre la dicotomía de dos grandes dominios: Ciencia del lenguaje o Lingüística y su paralela Ciencia de la literatura o literaria. Ambos dominios han devenido, cada uno por su parte, un organismo disciplinar tripartito organizado sobre la base de tres criterios: histórico, teórico y aplicativo cuya disposición en tanto que ciencia real consiste en la subsiguiente doble serie de Lingüística histórica, Lingüística general o teórico-descriptiva y Lingüística aplicada, y por otra parte Historia de la literatura, Teoría de la literatura y Crítica literaria. Es preciso tener en cuenta que la Teoría de la literatura secularmente y desde la antigüedad configuró dos disciplinas clave de la enciclopedia aristotélica y actualmente vigentes y decisorias: la Retórica o ciencia del discurso general y la Poética o ciencia de la construcción de la obra literaria. Por demás, a estos campos disciplinares, tan autónomos como simétricamente interrelacionados, se suman otros verdaderos campos de naturaleza metodológica transversal de primer orden, así por ejemplo y eminentemente la Ecdótica o Crítica textual, la Traductología, la Dialectología, la Literatura comparada, la Lingüística comparada y, aún más allá, en su sentido completo pluridisciplinar y globalizador, la Comparatística, que en último término atañe al conjunto de las ciencias, sobre todo humanas, pero también sociales y naturales.
Bajo la denominación reciente de Biblioteconomía, o Biblioteconomía y Archivística y Documentación, tiende actualmente a discriminarse una disciplina auxiliar autónoma respecto de las tradicionales metodologías filológicas nacidas en la Escuela de Alejandría. No tanto sucede con las no menos tradicionales Paleografía y, la más general, Bibliografía. Ambas de hecho, pero sobre todo esta última, atañen instrumentalmente a todos los dominios del saber.

#### Filologías particulares
El ámbito particular de la Filología es relativo a las múltiples lenguas naturales concretas y sus mundos de cultura. Las áreas mayores de este ámbito a su vez se organizan escalonadamente en sucesivos dominios disciplinares cada vez más concretos y con más específica determinación, por tanto, de lengua concreta. Asimismo, la Filología general, sus series disciplinares, se realizan en las Filologías particulares. La clasificación de las áreas o campos disciplinares mayores de las Filologías particulares es muy nutrida; incluye, principalmente: Egiptología, Indología, Sinología, Niponología, Coreanología, así como Arabismo o Filología Árabe o Filología Semítica, Africanismo, Filología Bíblica o Escriturística, y Filología Clásica o griega y latina antiguas, fundamento de la cultura occidental. El ingente desarrollo de las filologías particulares hace prescindible la distinción de Filología Moderna frente a la referida Clásica y opta por la necesaria distinción sucesiva de particulares, entre ellas, sobre todo, Filología Alemana o Germanística, Filología Inglesa o Angloamericana, Filología Eslava o Eslavística, Filología Románica o Romanística, que a su vez incluye la completa familia neolatina: Filología Francesa, Filología italiana, Filología Rumana, Filología Portuguesa (y sus variantes brasileña y africana) o Galaicoportuguesa.
Dentro de la Filología Románica posee especial dimensión la Filología Española en tanto que Filología Hispánica, de extraordinaria expansión americana, y sus múltiples subcampos, extremadamente desde la Iberística originaria hasta el sefardí o el Filipinismo asiático e incluso un dominio peninsular ibérico originalmente no románico como el vascuence, además de sus variantes románicas peninsulares como la gallega, la valenciana y la catalana.

### Hermenéutica
La hermenéutica (del griego ἑρμηνευτικὴ τέχνη [hermeneutiké tekhne], 'arte de interpretar y, asimismo, explicar o traducir’) es el arte de la interpretación, explicación y traducción de la comunicación escrita, la comunicación verbal y, ya secundariamente, la comunicación no verbal. Su concepto central de constitución moderna es el de comprensión (Verstehen) de textos escritos importantes.
La necesidad de una disciplina hermenéutica viene determinada por las complejidades del lenguaje, que frecuentemente conducen a conclusiones diferentes e incluso contrapuestas en lo que se refiere al significado de los textos. La hermenéutica, eminentemente desde Schleiermacher, su fundamentador moderno, responde a la máxima célebre de alcanzar a comprender al autor mejor de lo que él mismo alcanzaba a comprenderse. La hermenéutica intenta descifrar el significado complejo, oculto o no evidente que subyace en el discurso y, a este fin, intenta la exégesis de la razón misma sobre el significado.
A veces «exégesis» y «hermenéutica» se usan como términos sinónimos, pero la hermenéutica es una disciplina metodológica más amplia por cuanto resulta difícil fijar sus límites y puede abarcar no solo la comunicación escrita, verbal, sino también no verbal. 'Hermenéutica', como sustantivo singular, se refiere a un método particular de interpretación (a diferencia de un criterio de 'doble hermenéutica'). La exégesis se centra especialmente en las escrituras sagradas y los textos filosóficos y artísticos.
La «consistencia hermenéutica» atañe al examen de textos para alcanzar una explicación coherente de estos. Hermenéutica, en filosofía, se refiere principalmente, tras Schleiermacher, a la teoría del conocimiento iniciada por Martin Heidegger, desarrollada por Hans-Georg Gadamer en su tesis Verdad y método, y otros pensadores y escuelas del siglo XX, como es el caso Bultmann, de Luigi Pareyson o de Paul Ricoeur.
Algunos intelectuales ajenos a la tradición humanística, como Murray Rothbard, consideran la hermenéutica un «sinsentido mistificante» e «incomprensible».
La hermenéutica fue inicialmente aplicada a la interpretación, o exégesis, de las escrituras sagradas. El método hermenéutico, tras las escuelas antiguas, de Alejandría a Antioquía o Pérgamo, obtuvo un centramiento técnico con Flacius y posteriormente con Meier, para obtener en el pensamiento de Friedrich Schleiermacher su cima en tanto que método total dirigido a la «comprensión», es decir relativo tanto a la lógica y la gramática como a la retórica y a la dialéctica y a la historia, según explicó Dilthey.
Es cierto que el vigor de la hermenéutica durante el siglo XX puede ser calibrado simplemente a partir de la influencia, por otra parte muy problemática, de Martin Heidegger y su discípulo Hans-Georg Gadamer (Verdad y método), pero ambos son tan importantes como discutibles. La hermenéutica emergió como teoría de la comprensión humana a finales del siglo XVIII e inicios del siglo XIX a través sobre todo de la obra del teólogo y traductólogo Friedrich Schleiermacher y Wilhelm Dilthey. La hermenéutica moderna se constituye, siguiendo la tradición filológica y filosófica, como interpretación de los grandes textos, en particular la Biblia (hermenéutica bíblica) y Platón, pero en general se ha referido a los textos particularmente difíciles e importantes y, de manera natural, ha funcionado como respaldo de la filología, la crítica literaria y la filosofía. Asimismo, se ha hecho extensiva a cualquier tipo de objeto humanístico.

### Ciencias de la religión
Las ciencias de la religión, también conocidas como estudios religiosos, se refieren al análisis científico, imparcial y multidisciplinario de las diversas religiones. Este campo abarca una amplia gama de aspectos, que incluyen mitos, rituales, valores, actitudes, comportamientos, doctrinas, creencias e instituciones religiosas. Es importante destacar que las ciencias de la religión no deben confundirse con el adoctrinamiento, la formación religiosa, la educación religiosa o la enseñanza de la religión, que suelen dirigirse a la población en general, especialmente durante la infancia, a través de prácticas como la catequesis, las escuelas dominicales o las madrasas. Tampoco deben confundirse con la formación específica para religiosos o la carrera eclesiástica, que está reservada para el clero y se realiza en instituciones como los seminarios.
Aunque no existe un consenso ampliamente aceptado sobre la definición de religión, en el ámbito de las disciplinas conocidas como ciencias de la religión, el enfoque se centra en la descripción e interpretación de los fenómenos comúnmente considerados como religiosos, conocido como el «hecho religioso». Este enfoque, especialmente desde una perspectiva comparativa, pone un énfasis particular en la sistematización de su estudio y su fundamento en datos históricos y otros hechos verificables. Este análisis se lleva a cabo de manera imparcial para alcanzar conclusiones objetivas.
Desde esta perspectiva, la ciencia de la religión se presenta como un campo de estudio profundamente multidisciplinario. No solo abarca, sino que también sistematiza las conclusiones derivadas de una variedad de disciplinas, que incluyen la filosofía, la filología, la historia, la arqueología, la antropología, la sociología, la psicología y, en tiempos más contemporáneos, incluso la neurobiología y otras ciencias cognitivas.
El estudio de las ciencias de la religión empezó a desarrollarse de forma sistemática en el siglo XIX en Europa, coincidiendo con el auge de los análisis filológico-históricos de la Biblia (conocido como crítica textual), así como de textos hindúes y budistas que se tradujeron por primera vez a lenguas europeas. Entre los pioneros de este movimiento se destacan figuras como Friedrich Max Müller en Inglaterra y Cornelis Petrus Tiele en los Países Bajos.
Entre las disciplinas precursoras de las ciencias de la religión, se destaca el estudio comparativo de las religiones, conocido a veces como religión comparada, mitología comparada o teología comparada. En los Estados Unidos, también se utilizó el término History of Religions («historia de las religiones») en un sentido amplio, que no se limitaba únicamente a los aspectos historiográficos. Estas tradiciones metodológicas se desarrollaron especialmente en la Universidad de Chicago, por el trabajo de figuras como Mircea Eliade, desde finales de la década de 1950 hasta los años 80 del siglo XX.

### Ciencias de la educación
Las ciencias de la educación son un conjunto de diversas disciplinas que estudian a la educación y las prácticas educativas. En este sentido, cada disciplina proporciona perspectivas teóricas-metodológicas para analizar, comprender y explicar los problemas complejos que acontecen en los espacios educativos —formales y no formales—.
Con el objetivo de construir conocimiento relacional (o integral) y multidimensional, es decir, desde variadas dimensiones de análisis sobre los procesos educativos, se hace necesario establecer diálogos desde una actitud colaborativa y construir nexos de reciprocidad, en pos de lograr una comprensión más profunda de dichos procesos y, así, elaborar propuestas de intervención más adecuadas. 

### Estética
La Estética se refiere tanto a la Naturaleza, y a la vida en general, como al arte en tanto Filosofía del arte en concepto hegeliano. La Estética tiene dos grandes épocas o ciclos. La Estética antigua y clasicista define un saber entremezclado, como prototípicamente se observa en la obra de Platón; la Estética moderna, especialmente a partir del Empirismo inglés, Baumgarten y, sobre todo la Crítica del Juicio de Kant, se configura como disciplina autónoma desligada de la Ética, cosa esta última que fue discutida de inmediato, y reelaborada de hecho por Friedrich Schiller mediante sus argumentos estéticos acerca de la libertad antropológicamente fundados. A partir de Kant la Estética propiamente idealista pasa a desempeñar el lugar clave de resolución para el pensamiento moderno. Con posterioridad es de constatar, entre otras cosas, una estética tanto de la empatía o proyección como formalista en Alemania. A principios del siglo XX propuso Benedetto Croce un barrido de la techne epistemológicamente reordenador. La segunda mitad del siglo XX ha estado determinado especialmente por la teoría problemática de Theodor Adorno, en nuestro tiempo sometida a crítica.
El centro teórico de la disciplina está formado, principalmente, por la estimativa y la teoría del valor, por la teoría del efecto estético y, acaso en lo más característico, por las categorías estéticas, esto es fundamentalmente la Belleza y lo Sublime, pero también lo Humorístico y lo Trágico, por otra parte lo Feo, que son las distinciones mejor asentadas. Existe, cuando menos, otro tipo de categorías estéticas modernamente reconocido, las histórico-estilísticas, de inserción periodológica.

### Ciencias del Arte
Las Ciencias del arte configuran una serie análoga a la general de la Filología, siguiendo los tres criterios de intervención histórica, teórica y aplicativa, esto es Historia o historiografía del Arte, Teoría del Arte y Crítica artística. Este régimen de la ciencia real se ha extendido con naturalidad y eficacia al conjunto de objetos que definen estos campos tradicionales pero también los de nueva creación contemporánea. Estos campos y objetos, definitoriamente, se refieren a artes plásticas, visuales y auditiva musical. Se trata de disciplinas que historizan, analizan y critican el arte. A esta serie disciplinar se ha de sumar la instrumentalización procurada por la Museografía. Se trata de campos y objetos que actualmente poseen importante proyección a través de los medios de comunicación. El crítico de arte analiza, observa y aprecia las obras de arte desde una perspectiva cuyo grado de objetividad constituye uno de los problemas básicos de estas especializaciones, particularmente en los medios de carácter publicístico o de actualidad.

#### Estudios de Artes plásticas o visuales
Las tradicionalmente llamadas Bellas Artes han sido las plásticas, es decir Pintura, Escultura y Arquitectura, esto es las artes particulares en concepto hegeliano, pero también las subespecialidades como la de la estampación calcográfica y el grabado en sus distintas gamas, desde la xilografía hasta la serigrafía. Asimismo, la Numismática, y la serie de artes "menores", sea la cerámica y las artes decorativas, o la caligrafía. Por otra parte, son de distinguir campos de estudio, como especialmente la Iconología.
A ello se ha de sumar, ya sistemática y establemente desde la Poética aristotélica, la danza. El teatro es considerable tanto en su vertiente de arte literario o poesía como en tanto artes escénicas. A esta gran serie añadió el siglo XX géneros especiales híbridos como el de la instalación y, por otra parte, el cine sobre todo, también el vídeo. Pero antecede a este la fotografía, quizás mejor incluible entre las plásticas tradicionales. Por su parte, la ópera, con frecuencia tenida por "arte total", en tanto compuesta, remite a las artes escénicas en conjunto, pero eminentemnete a la coral y la música, a un género de ésta. Todas estas artes son, pues, objeto de estudio histórico, teórico y crítico.

#### Musicología
La musicología es el estudio científico o académico de todos los fenómenos relacionados con la música, como sus bases físicas, su historia y su relación con el ser humano y la sociedad. Sus orientaciones son muy diversas, hacen énfasis en diferentes áreas de trabajo, objetos de estudio y problemas de investigación. La musicología se ha definido y desarrollado de manera muy diferente según las diversas tradiciones nacionales. Por ejemplo, en la academia inglesa, la teoría de la música no pertenece a la musicología; ambas se enseñan en departamentos universitarios diferentes y poseen asociaciones y revistas específicas.[cita requerida]
La musicología abarca la historia de la música, la teoría de la música y la crítica musical. La tradición musicológica se funda al tiempo que soporta un intenso pasado que arranca eminentemente de Pitágoras, la filosofía clásica y la matemática antiguas. Modernamente, sobre todo a partir de fines del siglo XVIII y la filosofía empirista, en particular de la obra de Antonio Eximeno, la música abandona la doctrina físico-matemática para comenzar a instituir de manera definitiva un concepto expresivo, que es el que triunfará en la práctica musical y el pensamiento estético correspondiente en el siglo XIX, dando como fruto las músicas «nacionales».

### Historia o Historiografía
Es de entender, en primer lugar, siguiendo la clasificación hegeliana, desde una Historia inmediata que conceptualiza lo que ha sucedido y ha sido visto, una historia reflexionada y una historia por conceptos. Esta Historia por concepto es aquella que se refiere, y aquí es cuestión decisiva, a todas y cada una de las ciencias y disciplinas humanísticas. La historia como materia política es parcialmente una ciencia social que estudia el pasado de la humanidad. En su especialización, se centra en el desarrollo de ciertos sistemas (la sociedad, las poblaciones, etc.), a través del tiempo; en algunos casos insistiendo en su capacidad de cuantificación. Desde otro punto de vista, sistematiza y analiza las acciones humanas (para Habermas acción comunicativa) en periodos de tiempo definidos.
La Historiografía ha evolucionado con frecuencia durante el siglo XX desde los objetos generales civiles, políticos y socioeconómicos hacia preferencias de la vida privada, material y de las mentalidades.

### Historia de la Cultura e Historia de las Ideas
La historia de las ideas es una rama especial de la historiografía que estudia la determinación y evolución de las ideas expresadas o reconstruibles a través de las distintas producciones culturales. Si bien la historia de las ideas es relativa en general a disciplinas y ciencias, religiones y creencias, es de reconocer que ha disfrutado especialmente de fuerte desarrollo en las modalidades de Historia de las ideas estéticas, campo en el que irrumpe durante el último cuarto del siglo XIX por obra de Marcelino Menéndez Pelayo, e historia de las ideas políticas. 
Habitualmente se reconoce a la "historia de las ideas" cierto parentesco metodológico con la literatura comparada y, en general, la comparatística.
En cualquier caso, la historia de las ideas no debe confundirse con la llamada historia intelectual, que por lo común es meramente historia crítica social, ni tampoco con la historia de la cultura, aunque sin duda contribuye decisivamente a éstas y, en tanto que especificación cualificada según sus particularizaciones de sentido disciplinar, también evidentemente contribuye a la Historia de la ciencia y diversos ámbitos del saber.
La Historia de la cultura y la Historia de las ideas configuran dos ramas historiográficas modernas y especiales en virtud de la compleja historicidad de sus objetos. Ambas se refieren a objetos constitutivamente diferentes al tiempo que pueden ser reintegrados como parte. Característicamente definen formas del pensamiento contemporáneo, largamente maduradas y que culminan estableciéndose durante la segunda mitad del siglo XIX, sobre todo a manos, respectivamente, de Jacob Burckhardt y Marcelino Menéndez Pelayo.
Mucha menor entidad han adquirido las delimitaciones de "Historia de las mentalidades" e "Historia intelectual", de perfiles menos nítidos o menos eficaces.
La Historia de las ideas, habitualmente relacionada con la Comparatística, ha tenido en los campos del pensamiento estético y político, también de las instituciones, sus dos ámbitos mayores de desarrollo.

### Psicología
La psicología (del griego clásico ψυχή, transliterado psykhé ‘psique, alma, actividad mental’ y λογία logía  ‘tratado, estudio’) es, a la vez, una ciencia, disciplina académica y profesión que trata el estudio y el análisis de la conducta y los procesos mentales de los individuos y de grupos humanos en distintas situaciones, cuyo campo de estudio abarca todos los aspectos de la experiencia humana y lo hace para fines tanto de investigación como docentes y laborales, entre otros. 
Hoy en día, la psicología no es una ciencia unitaria, pues existen diversas perspectivas psicológicas, que se corresponden con enfoques, corrientes o escuelas, cada una de las cuales posee sus propios sistemas conceptuales y metodológicos. Entre ellas, puede haber coincidencias o, por el contrario, claras incompatibilidades; esta variedad da pie a múltiples acepciones y abordajes. Algunas corrientes se definen a sí mismas de modo excluyente, es decir, como la única vía para alcanzar un conocimiento sólido o científico y una intervención eficaz en psicología (por ejemplo, el conductismo watsoniano o el psicoanálisis freudiano), aunque con el tiempo, sus seguidores se han ido tornando cada vez más permeables a las influencias de otras escuelas. Por su parte, enfoques como en el humanismo consideran que el método científico no es adecuado para investigar la conducta; otros, como el conductismo, lo emplean para comportamientos observables que pueden ser objetivamente medidos. Finalmente, hay corrientes —como la psicología aplicada o las terapias cognitivo-conductuales— que integran diversos elementos de otras escuelas en la medida en que resultan útiles para sus fines, generalmente, la intervención (clínica, educativa, en organizaciones, etc.).
Por medio de sus diversos enfoques, la psicología explora conceptos como la percepción, la atención, la motivación, la emoción, el funcionamiento del cerebro, la inteligencia, el pensamiento, la personalidad, las relaciones personales, la conciencia y la inconsciencia. La psicología emplea métodos empíricos cuantitativos y cualitativos de investigación para analizar el comportamiento. También se pueden encontrar, especialmente en el ámbito clínico o de consultoría, otro tipo de métodos cualitativos y mixtos. Mientras que el conocimiento psicológico es empleado frecuentemente en la evaluación o tratamiento de las psicopatologías, en las últimas décadas los psicólogos también están siendo empleados en los departamentos de recursos humanos de las organizaciones, en áreas relacionadas con el desarrollo infantil y del envejecimiento, los deportes, los medios de comunicación, el mundo del derecho y las ciencias forenses. Aunque la mayor parte de los psicólogos están involucrados profesionalmente en actividades terapéuticas (clínica, consultoría, educación), una parte también se dedica a la investigación, desde las universidades, sobre un amplio rango de temas relacionados con el comportamiento y el pensamiento humano.

### Antropología, Etnografía
Existen fundamentalmente una Antropología filosófica y una Antropología etnográfica o Etnografía, y Etnología. La Antropología filosófica ha dependido naturalmente de la evolución de las escuelas filosóficas y tiene una de sus localizaciones importantes en la Antropología pragmática kantiana. La Etnología por su parte tiene uno de sus núcleos de origen en la Escuela Universalista Española del siglo XVIII, tanto en lo que se refiere a Antropología histórica general (Lorenzo Hervás), como a Antropología cultural y geográfica (Francisco Javier Clavigero, Juan Ignacio Molina),  y a Etnomusicología (Antonio Eximeno).
Ha sido concebida una Antropología general pero también es un hecho que el objeto de estudio antropológico no ha sido especificado establemente. Es de asumir que la Antropología estudia el comportamiento humano desde un criterio parcial o bien holístico, así como las relaciones humanas, o sea los grupos humanos en tanto culturales y según qué relaciones interpersonales determinan, las jerarquías de estos grupos, sus conflictos y su evolución. El enfoque de esta disciplina, tradicionalmente, se ha aplicado al estudio de la evolución y el comportamiento de aspectos paradigmáticos del individuo, bien de grupos humanos, sean ágrafos (sin escritura) o aislados, pero también en convivencia con otras líneas de estudio relativas a la vida y las sociedades modernas y sus derivaciones (sobre todo las occidentales); así por ejemplo, las aplicaciones relativas a antropología de la empresa, ya posteriores a la relación de objeto establecida entre antropología rural y urbana, entre otras. Durante el siglo XX tanto el Funcionalismo como sobre todo el Estructuralismo, e incluso la Lingüística de esta inclinación, afectaron grandemente a los estudios antropológicos llegando a concebirse un antes y un después. Actualmente parece superado esa perspectiva de cosas.

### Ciencias del derecho
Las ciencias del derecho o ciencias jurídicas son todas aquellas disciplinas que buscan explicar las características del derecho, entendido como un fenómeno que existe más allá de su dimensión positiva, esta última objeto propio de la dogmática jurídica.
Las ciencias del derecho son amplias e incluyen desde la híbrida filosofía del derecho, a su vez vinculada a la filosofía política, hasta la jurisprudencia por su extremo particularizado, que alcanza a la documentaria y la taxonomía de los grandes repertorios, ya activos o meramente históricos. La gran serie disciplinar vigente consiste en derecho civil, derecho penal y procesal, derecho político, derecho constitucional, derecho mercantil, derecho tributario, derecho laboral, derecho administrativo, derecho internacional. Existen distinciones no propiamente disciplinares sino sectoriales, bien inherentes, como ética jurídica, o bien aplicadas, como derecho ambiental, derecho registral, derecho del consumidor, derecho informático. El derecho comparado define una metodología, y es consustancial especialmente a un campo como el del constitucionalismo.
No hay que confundir los términos: «ciencias del derecho» y «ciencia del derecho» que tienen significados muy distintos. La expresión «ciencia del derecho» refiere a la dogmática jurídica, con exclusión de otras perspectivas. La expresión «ciencias del derecho» refiere a las disciplinas científicas que tienen como objeto de estudio al derecho y que no forman parte de la dogmática.
La idea de derecho trata del positum que constituye un ordenamiento vigente, y pretende realizar un examen científico del mismo. Las ciencias pretenden explicar la historia de dicho ordenamiento (derecho romano, historia del derecho); su función en la sociedad en que se inserta (sociología del derecho, análisis económico del derecho) y sus problemas en un nivel supradogmático (filosofía del derecho, teoría del derecho).

### Geografía: pluralidad científica
La Geografía constituye la plural y paradigmática serie científica que atañe, según sus partes, tanto a las Ciencias humanas, así la tradicionalmente llamada Geografía humana, fronteriza con la Historia y la Antropología, como a las físico-naturales, esto es la Geografía física, y también sociales en el caso de la Geografía de la población.
Las ciencias auxiliares de la Geografía son múltiples, a partir de la Ciencias de la Tierra y hasta concreciones aplicativas como las referentes a biología, cultura o turismo...., pero poseen especial estatus la Cartografía y la Paisajística, ambas de gran relieve humanístico.

## Las Ciencias humanas respecto de las Ciencias sociales y las Ciencias Naturales
Si la Geografía ofrece una entidad organizada por principio como pluralidad científica, las Ciencias jurídicas ofrecen por su parte un perfil de transición humana / social paradigmático. No puede olvidarse que el ámbito jurídico atiende desde una Filosofía del Derecho hasta una práctica puramente política o meramente administrativa aplicada en lo fundamental a métodos de trámite oficial o institucional en todas las diversas instancias. Puede decirse que la Sociología ocupa el centro definitorio de las Ciencias sociales, mientras que las ciencias políticas y la Ciencia económica configuran sus grandes dominios de expansión en el cuerpo social, ya con independencia del aspecto humano esencial. La Sociología estudia una parte específica o, más bien, una perspectiva específica de la totalidad de la vida social que incluye fundamentalmente el intercambio material, de actitudes y emociones, especialmente costumbres, comportamientos individuales e interpersonales de los miembros de una sociedad. Su mayor objetivo es entender al ser humano como parte de un grupo social y sus relaciones. Los estudios sociales son en gran medida, a diferencia de los humanísticos, de base cuantitativa y estadística. Existe, por otra parte, una tendencia llamada "filosofía social".
Si bien la Política nace de completa planta en la enciclopedia aristotélica como humana relación Ética y Retórica, modernamente representa, al menos en cierta medida relevante, el mejor ejemplo de desgajamiento del tradicional saber humanístico y aproximación al ámbito de la Sociología. Las ciencias políticas son el grupo de ciencias sociales dedicado, al menos en parte, a la toma decisiones. Estas son relativas a la teoría política.
La Ciencia económica es social y estudia las relaciones del individuo o el ciudadano regida por instrumentos de cuantificación "naturales": precios, salario, cantidades de bienes producidos, ritmo de producción, etc. La Economía estudia con medios cuantitativos el funcionamiento que provee el hombre económico, el cual tiene a su disposición una gran diversidad de instrumentos y persigue una multiplicidad de fines. Este individuo es por tanto considerado en el marco del régimen social de producción, de la producción de bienes materiales. Más allá de la Contabilidad, en el marco de la Contaduría, existe una ciencia económica matematizada en tanto disciplina teorética y no solo estadística. Aunque estas técnicas y saberes se relacionan con la actividad de la persona, muy poco tienen que ver con las humanidades. Es de saber que la teoría económica moderna fue creada por los filósofos de la Escuela de Salamanca.
Finalmente, cabe decir que la Biología Humana y, en general por otra parte, las actualmente denominadas Ciencias de la salud, ejercen una vinculación humana y humanitarista ajena al núcleo de los objetos humanísticos. La biología humana, fundándose en la anatomía y fisiología, explica el funcionamiento del cuerpo humano. Su enfoque primario recae en la descripción interna de los órganos que lo componen y las relaciones que mantienen entre sí. El término de Ciencias de la salud tiende a englobar la Medicina en sus diferentes especializaciones y niveles tanto técnicos y terapéuticos como asistenciales. Ha existido tradicionalmente una fuerte vinculación, aun epistemológicamente por completo externa, entre medicina y cultura humanística.

## Las Ciencias humanas en nuestro tiempo
Entrado el siglo XXI, toda ciencia humanística queda referida al curso y al problema de la Globalización.
Por otra parte, este cuerpo de conocimiento y disciplinas, redefinido en el siglo XIX es fundamental para el desarrollo de las variantes epistemológicas que se pudieran producir en lo sucesivo. La Ciencias humanas han de desarrollar su propia epistemología con vigor e independencia frente a frecuentes e indisimuladas agresiones. El crecimiento de las Ciencias sociales, especialmente gracias al ingente aparato político organizativo de las sociedades occidentales, sobre todo como aplicación del procedimiento de la "encuesta" y la estadística, ha conducido a un retraimiento académico de las Ciencias humanas y la cultura humanística, que han de reubicar su programa y finalidades irrenunciables en un mundo regido, para bien y para mal, por el ámbito público. Misión actual de las Ciencias humanas es construir la relación entre civilizaciones, la cual ha de asentarse en el aspecto humano permanente, inherente y no sustituible, de pensamiento, lenguaje, religiones y artes, ahora integrado en un mundo abocado a la globalización y la multitud de problemas culturales, humanísticos y humanitarios que ésta suscita.